# Kasteel van Halbeek
Het Kasteel van Halbeek is een landhuis aan de Halbekerweg 2 te Herk-de-Stad.
Op een kaart van Villaret uit 1748 werd reeds een Château de Halbeck aangegeven, met ten noorden daarvan een motte. Het ligt nabij de Houwersbeek. Op de Kabinetskaart der Oostenrijkse Nederlandse Nederlanden (Ferrariskaart) uit 1777 is het verkeerdelijk aangeduid als het Kasteel van Landwijk.
Het huidige kasteeltje op deze plaats, feitelijk een herenhuis, werd in het midden van de 19e eeuw gebouwd. Het bakstenen herenhuis is streng symmetrisch, met pilasters aan de voorgevel en een monumentale ingangspartij. De bijbehorende hoeve werd in 1956 gesloopt.
Het geheel is omgeven door een omgracht park.